# سارة وايزجلاس
سارة وايزجلاس هي ممثلة كندية ولدت في 3 يوليو 1998.بدأت مشوارها الفني في سن الثامنة في عام 2007.